# Friedel Lutz
Pour les articles homonymes, voir Lutz.
Friedel Lutz, né le 21 janvier 1939 à Bad Vilbel et mort dans cette même ville le 7 février 2023, est un footballeur international allemand. Il évoluait au poste de défenseur.

## Biographie
Friedel Lutz joue principalement en faveur de l'Eintracht Francfort. Avec ce club, il est notamment finaliste de la Coupe d'Europe des clubs champions en 1960.
Friedel Lutz reçoit 12 sélections en équipe d'Allemagne. Il est sélectionné pour la Coupe du monde de football 1966 mais il ne joue pas la finale.

## Palmarès
- Finaliste de la Coupe du monde 1966 avec l'Allemagne
- Finaliste de la Coupe d'Europe des clubs champions en 1960 avec l'Eintracht Francfort
- Champion d'Allemagne en 1959 avec l'Eintracht Francfort
- Champion d'Oberliga Sud en 1953 et 1959 avec l'Eintracht Francfort